# كارولين براون
كارولين براون (بالإنجليزية: Carolyn Brown)‏ هي مصممة رقص أمريكية، ولدت في 26 سبتمبر 1927 في فيتشبورغ في الولايات المتحدة.

## وصلات خارجية
- كارولين براون على موقع ميوزك برينز (الإنجليزية)